# Антоненко, Василий Мефодиевич
Васи́лий Мефо́диевич Анто́ненко (укр. Василь Мефодійович Антоненко; 22 апреля 1899, село Огульцы, Валковский уезд, Харьковская губерния, Российская империя — 22 марта 1966, там же, Валковский район, Харьковская область, Украинская ССР, СССР) — советский деятель колхозного движения, председатель Огульцовского сельского совета с 1938 по 1963 год. Участник Великой Отечественной войны. Один из инициаторов открытия Огульчанского историко-художественного музея имени Т. Г. Шевченко.

## Биография
Василий Антоненко родился в селе Огульцы Валковского уезда Харьковской губернии 22 апреля 1899 года. В 1911 году окончил местную церковно-приходскую школу. В советскую эпоху активно участвовал в колхозном движении, был одним из его организаторов в родном селе. Краевед Иван Лысенко называет его основоположником колхоза «День урожая».
С 1923 года и до самой смерти неизменно входил в состав Огульцовского сельского совета, с 1938 по 1963 год возглавлял его.
С 1941 года участвовал в Великой Отечественной войне, был ранен в руку у местечка Михайловка под Сталинградом. После выздоровления работал кладовщиком и заведующим складом 71-й полевой хлебопекарни 270-й стрелковой дивизии. Одновременно был парторгом, имел воинское звание старшего сержанта интендантской службы. За «образцовое выполнение боевых заданий и проявленные при этом доблесть и мужество» был награждён медалью «За боевые заслуги» (28 октября 1943) и орденом Красной Звезды (9 мая 1945).
По данным И. Лысенко, Василия Антоненко связывало близкое знакомство с местным поэтом Александром Коржом; при этом он был причастен к аресту Коржа в 1950 году. Антоненко характеризовался как человек, который «фанатично предан коммунистической системе». Был членом КПСС, на момент смерти был старейшим коммунистом села.
Был одним из инициаторов открытия Огульчанского историко-художественного музея имени Т. Г. Шевченко, входил в состав комитета по организации музея. Будучи уже смертельно больным, написал письмо в поддержку открытия музея, которое адресовал редакции районной газеты «Колхозник Валковщины». Письмо не было отправлено из-за смерти Василия Мефодиевича, он скончался 22 марта 1966 года в родном селе. В следующем году музей был открыт, в нём на почётном месте были выставлены портрет Антоненко, его личные вещи, награды и книги.
Сын Николай (1922—1944) был моряком-подводником, погиб во время Великой Отечественной войны в Мурманске.

## Избранные публикации
Василий Антоненко регулярно публиковал в районной газете «Колхозник Валковщины» статьи краеведческой тематики:
- Минуле і сучасне села Огульці // Колгоспник Валківщини. — 1956. — 7 листопада (укр.)
- Село Огульці розквітає // Колгоспник Валківщини. — 1958. — 21 травня (укр.)
- Село стало красивішим // Колгоспник Валківщини. — 1959. — 1 березня (укр.)